# Sebastian Lizaso
Sebastián Lizaso Iraola (Azpeitia, Guipúzcoa, 20 de enero de 1958) es un versolari guipuzcoano.

## Biografía
Sebastian Lizaso (Azpeitia, 20 de enero de 1958) es un versolari vasco hijo del también versolari Joxe Lizaso Mendizabal, adquirió el gusto por el bertsolaritza al escuchar cantar versos en la taberna que regentaba su familia, y de forma autodidacta se hizo a sí mismo bersolari. Con 10 años cantó su primer verso en público.
En la década de los '80, se convirtió en uno de los bersolaris de mayor éxito, llegando en 1982 a su primera final de las cinco a las cinco a las que llegó en el Campeonato Nacional de Bertsos.
Cuatro años más tarde se convirtió en campeón por delante de Jon Lopategi. En el siguiente campeonato nacional intercambian las posiciones y Lizaso es subcampeón por detrás de Lopategi. Ya en la década de los 90 adquiere gran fama las sesiones que da junto su compañero y amigo Andoni Egaña en las que aparecen en multitud de plazas. A pesar de retirarse de los campeonatos, Lizaso ha sabido desenvolverse muy bien en las plazas cantando con las nuevas generaciones lo que le ha llevado a ser uno de los bersolaris que más ha cantado en las plazas.
A nivel laboral ha desarrollado parte de su carrera, vinculado al sector de ventas automovilísticas, pasando al sector de la publicidad en el periódico de lengua vasca Euskaldunon Egunkaria.
El 17 de diciembre de 2017, en el BEC de Barakaldo, es el nombrado para poner la 'txapela' al campeón, la cual fue: Maialen Lujanbio.
Lizaso ha aparecido en diferentes programas como Herri txiki Infernu handi, gure kasa, ai ama...

## Bertsolaritza
- Campeonato nacional de bertsos:
  - Bertsolari txapelketa nagusia 1982: finalista.
  - Bertsolari txapelketa nagusia 1986: campeón[3]
  - Bertsolari txapelketa nagusia 1989: subcampeón.
  - Bertsolari txapelketa nagusia 1993: finalista
  - Bertsolari txapelketa nagusia 1997: finalista.